# Araǰin Xowmb 2021-2022
L'Araǰin Xowmb 2021-2022 è stata la 31ª edizione della seconda serie del campionato armeno di calcio. La stagione è iniziata il 5 agosto 2021 ed è terminata il 19 maggio 2022.

## Stagione

### Novità
Nella passata stagione, il Sevan si è classificato al primo posto ed ha ottenuto la promozione in Bardsragujn chumb. Successivamente, a seguito delle defezioni di Ganjasar e Lori, ritiratesi a campionato ancora in corso, la federcalcio armena ha ammesso in massima serie BKMA Erevan (senza che questa giocasse lo spareggio promozione-retrocessione) e Noravank.
Lo Širak, dopo la mancata iscrizione alla Bardsragujn chumb 2021-2022, ha preso il posto della sua seconda squadra in Araǰin Xowmb. Il BKMA Erevan, dopo l'ammissione in massima serie, ha iscritto a questa edizione del torneo la sua seconda squadra. L'Alaškert 2, dopo il ritiro a campionato in  corso dello scorso anno, si è nuovamente iscritto all'Araǰin Xowmb.
Una nuova società, denominata Ganjasar (da non confondere con l'omonima società fallita nel 2020), è stata fondata ex novo e ha preso parte al campionato
Il West Armenia, infine, non si è iscritto a questa edizione del torneo, così come la seconda squadra dell'Ararat.

### Formato
Le otto squadre si affrontano quattro volte, per un totale di ventotto giornate. La prima classificata, viene promossa in Bardsragujn chumb 2022-2023.

## Squadre partecipanti
| Club             | Città  | Stadio                        | Stagione precedente              |
| ---------------- | ------ | ----------------------------- | -------------------------------- |
| Alaškert 2       | Erevan | Centro sportivo di Echmiadzin | 11º in Araǰin Xowmb (estromesso) |
| Ararat-Armenia 2 | Erevan | FFA Academy Stadium           | 10º in Araǰin Xowmb              |
| BKMA Erevan 2    | Erevan | FFA Academy Stadium           | -                                |
| Ganjasar         | Kapan  | Stadio Lernagorts             | -                                |
| Lernayin Artsakh | Goris  | Stadio comunale di Sisian     | 5º in Araǰin Xowmb               |
| P'yownik 2       | Erevan | Stadio P'yownik               | 8º in Araǰin Xowmb               |
| Širak            | Gyumri | Stadio comunale di Gyumri     | 9º in Bardsragujn chumb          |
| Urartu 2         | Erevan | Stadio Urartu                 | 6º in Araǰin Xowmb               |

## Classifica finale
|  | Pos. | Squadra          | Pt | G  | V  | N | P  | GF | GS | DR  |
|  | ---- | ---------------- | -- | -- | -- | - | -- | -- | -- | --- |
|  | 1.   | Lernayin Artsakh | 73 | 28 | 23 | 4 | 1  | 65 | 12 | +53 |
|  | 2.   | Širak            | 69 | 28 | 22 | 3 | 3  | 83 | 19 | +64 |
|  | 3.   | Ganjasar         | 37 | 28 | 10 | 7 | 11 | 38 | 47 | -9  |
|  | 4.   | P'yownik 2       | 34 | 28 | 10 | 4 | 15 | 57 | 54 | +3  |
|  | 5.   | Ararat-Armenia 2 | 31 | 28 | 8  | 7 | 13 | 33 | 42 | -9  |
|  | 6.   | BKMA Erevan 2    | 29 | 28 | 8  | 5 | 15 | 35 | 58 | -23 |
|  | 7.   | Urartu 2         | 29 | 28 | 7  | 8 | 13 | 39 | 51 | -12 |
|  | 8.   | Alaškert 2       | 12 | 28 | 2  | 6 | 20 | 24 | 91 | -67 |

Legenda:
      Promossa in Bardsragujn chumb 2022-2023
Note:
Tre punti a vittoria, uno a pareggio, zero a sconfitta.
In caso di arrivo di due o più squadre a pari punti, la graduatoria verrà stilata secondo la classifica avulsa tra le squadre interessate.

## Risultati

### Partite (1-14)
|                  | Ala  | Ara  | BKM  | Gan  | Ler  | P'yo | Šir  | Ura  |
| ---------------- | ---- | ---- | ---- | ---- | ---- | ---- | ---- | ---- |
| Alaškert 2       | –––– | 1-2  | 3-2  | 0-2  | 0-5  | 1-4  | 0-2  | 1-1  |
| Ararat-Armenia 2 | 3-0  | –––– | 2-3  | 0-0  | 0-2  | 3-2  | 0-6  | 1-1  |
| BKMA Erevan 2    | 2-1  | 0-1  | –––– | 0-4  | 0-1  | 1-0  | 1-2  | 2-1  |
| Ganjasar         | 2-2  | 1-1  | 0-0  | –––– | 0-3  | 1-4  | 2-3  | 2-0  |
| Lernayin Artsakh | 2-2  | 2-1  | 3-0  | 2-0  | –––– | 1-1  | 1-0  | 2-1  |
| P'yownik 2       | 1-1  | 3-0  | 3-1  | 1-4  | 0-3  | –––– | 2-3  | 2-3  |
| Širak            | 6-0  | 2-1  | 6-1  | 1-2  | 0-0  | 2-1  | –––– | 4-1  |
| Urartu 2         | 3-1  | 3-1  | 2-3  | 2-3  | 0-2  | 3-4  | 2-2  | –––– |

### Partite (15-28)
|                  | Ala  | Ara  | BKM  | Gan  | Ler  | P'yo | Šir  | Ura  |
| ---------------- | ---- | ---- | ---- | ---- | ---- | ---- | ---- | ---- |
| Alaškert 2       | –––– | 2-4  | 1-1  | 2-1  | 0-4  | 0-5  | 0-6  | 1-3  |
| Ararat-Armenia 2 | 5-0  | –––– | 0-0  | 1-0  | 0-2  | 0-1  | 1-3  | 0-0  |
| BKMA Erevan 2    | 6-1  | 0-2  | –––– | 2-2  | 0-2  | 5-2  | 0-4  | 0-0  |
| Ganjasar         | 1-1  | 2-1  | 1-3  | –––– | 0-2  | 3-2  | 0-4  | 1-0  |
| Lernayin Artsakh | 1-0  | 2-0  | 4-1  | 4-1  | –––– | 2-1  | 1-0  | 1-1  |
| P'yownik 2       | 5-2  | 2-2  | 2-1  | 6-0  | 0-5  | –––– | 1-2  | 2-3  |
| Širak            | 7-0  | 2-1  | 5-0  | 0-0  | 3-0  | 2-0  | –––– | 3-0  |
| Urartu 2         | 5-1  | 0-0  | 3-0  | 0-3  | 0-6  | 0-0  | 1-3  | –––– |

## Statistiche

### Capoliste solitarie
|    | ——    | ——    | ——    | ——    | ——    | ——    | ——    | ——    | ——               | ——               | ——               | ——               | ——               | ——               | ——               | ——               | ——               | ——               | ——               | ——               | ——               | ——               | ——               | ——               | ——               | ——               | ——               | —— |  |
|    | Širak | Širak | Širak | Širak | Širak | Širak | Širak | Širak | Lernayin Artsakh | Lernayin Artsakh | Lernayin Artsakh | Lernayin Artsakh | Lernayin Artsakh | Lernayin Artsakh | Lernayin Artsakh | Lernayin Artsakh | Lernayin Artsakh | Lernayin Artsakh | Lernayin Artsakh | Lernayin Artsakh | Lernayin Artsakh | Lernayin Artsakh | Lernayin Artsakh | Lernayin Artsakh | Lernayin Artsakh | Lernayin Artsakh | Lernayin Artsakh |    |  |
|    |       |       |       |       |       |       |       |       |                  |                  |                  |                  |                  |                  |                  |                  |                  |                  |                  |                  |                  |                  |                  |                  |                  |                  |                  |    |  |
|    |       |       |       |       |       |       |       |       |                  |                  |                  |                  |                  |                  |                  |                  |                  |                  |                  |                  |                  |                  |                  |                  |                  |                  |                  |    |  |
| 1ª | 2ª    | 3ª    | 4ª    | 5ª    | 6ª    | 7ª    | 8ª    | 9ª    | 10ª              | 11ª              | 12ª              | 13ª              | 14ª              | 15ª              | 16ª              | 17ª              | 18ª              | 19ª              | 20ª              | 21ª              | 22ª              | 23ª              | 24ª              | 25ª              | 26ª              | 27ª              | 28ª              |    |  |

### Individuali

#### Classifica marcatori
| Gol |  |  | Giocatore       | Squadra          |
| --- |  |  | --------------- | ---------------- |
| 26  |  |  | Artëm Gevorkjan | Širak            |
| 14  |  |  | Sargis Metoyan  | Lernayin Artsakh |
| 14  |  |  | Lyova Mryan     | Širak            |
| 14  |  |  | Levon Vardanyan | P'yownik 2       |
| 11  |  |  | Matarr Badjie   | Lernayin Artsakh |
| 11  |  |  | Arman Aslanyan  | Širak            |
| 10  |  |  | Tigran Ayunts   | Urartu 2         |
| 10  |  |  | José Balza      | P'yownik 2       |